# پلیموث (مینه‌سوتا)
پلیموث (به انگلیسی: Plymouth) شهری در شهرستان هنپین ایالت مینه‌سوتا در کشور ایالات متحده آمریکا است که جمعیت آن در سرشماری سال ۲۰۱۰ میلادی، ۷۰۵۷۶ نفر بوده‌است.